# True North (альбом a-ha)
True North — одиннадцатый студийный альбом норвежской группы a-ha. Выпущен 21 октября 2022 года лейблами RCA и Sony Music. Вступительный трек альбома «I’m In» был выпущен в качестве первого сингла 8 июля 2022 года.
True North сопровождается фильмом с тем же названием, в котором a-ha записывает альбом в ноябре 2021 года в Будё, Норвегия. Пол Воктор-Савой сказал об этом проекте: «Сначала у нас была идея записать студийную сессию вживую. Затем — снять студийную сессию на видео. Это переросло в постановку с норвежским оркестром, Arctic Philharmonic, с которым мы уже сотрудничали».

## Предыстория и запись
Документальный фильм названный «a-ha: The Movie» был выпущен в 2021 году рассказывает историю группы: успехи и проблемы, например, личные разногласия между участниками.
В январе 2022 года группа объявила, что подписала контракт с компанией Sony Music, выпускающей RCA Records в Германии, на выпуск альбома True North. Концепция записи альбома и сопровождающего его фильма была вдохновлена фильмом Брюса Спрингстина «Звезды Вестерна» (2019). Фурухольмен хотел создать норвежскую версию «Западных звезд» и назвал проект «музыкальным письмом из нашей родной страны», описав темы альбома как «природа и окружающая среда».

## Коммерческое исполнение
Альбом дебютировал на 12 месте в UK Albums Chart, продав 5 109 копий за первую неделю. Это 17-й альбом a-ha, вошедший в топ-75 чарта. Альбом получил положительные отзывы от многочисленных изданий, включая Rolling Stone, musicOMH, laut.de, Hymn и Retropop

## Треклист
| №                   | Название                        | Автор(ы)            | Длительность |
| ------------------- | ------------------------------- | ------------------- | ------------ |
| 1.                  | «I'm In»                        | Magne Furuholmen    | 5:05         |
| 2.                  | «Hunter in the Hills»           | Paul Waaktaar-Savoy | 4:11         |
| 3.                  | «As If»                         | Waaktaar-Savoy      | 4:56         |
| 4.                  | «Between the Halo and the Horn» | Furuholmen          | 4:11         |
| 5.                  | «True North»                    | Furuholmen          | 4:55         |
| 6.                  | «Bumblebee»                     | Waaktaar-Savoy      | 4:07         |
| 7.                  | «Forest for the Trees»          | Waaktaar-Savoy      | 3:53         |
| 8.                  | «Bluest of Blue»                | Furuholmen          | 4:34         |
| 9.                  | «Make Me Understand»            | Waaktaar-Savoy      | 3:59         |
| 10.                 | «You Have What It Takes»        | Furuholmen          | 4:22         |
| 11.                 | «Summer Rain»                   | Furuholmen          | 4:15         |
| 12.                 | «Oh My Word»                    | Waaktaar-Savoy      | 3:58         |
| Общая длительность: | Общая длительность:             | Общая длительность: | 51:26        |

| №   | Название                | Длительность |
| --- | ----------------------- | ------------ |
| 13. | «I'm In (Instrumental)» | 5:06         |

| 13. | "I'm In (Instrumental)" |

## Участники
a-ha
- Мортен Харкет - вокал (1-12)
- Magne Furuholmen - клавишные (1, 4, 5, 8, 11), фортепиано (1-6, 11), синтезатор (9), акустическая гитара (1, 4, 7, 8, 10-12), бэк-вокал (1, 4, 5, 8, 10, 11), программирование (1, 4, 5, 8, 10-11)
- Пол Воктор-Савой - гитары (2, 3, 6, 7, 9, 12), бэк-вокал (2, 3, 6, 7, 9, 12), акустические гитары (1, 4, 10, 11), электрогитара (5, 8), клавишные (2, 3, 6, 7, 9, 12)

Дополнительные музыканты
- Kjetil Bjerkestrand - клавишные (треки 1-12)
- Эвен Орместад - бас (треки 1-12)
- Карл Олуф Веннерберг - ударные (треки 1, 3, 4, 5, 7, 8, 11), перкуссия (треки 2, 6, 7, 9, 10, 12)
- Пер Хиллестад - ударные (треки 1, 2, 6, 7, 9, 12), перкуссия (треки 3, 4, 8)
- Пьеро Перрелли - перкуссия (трек 2)
- Том Хелл - бэк-вокал (треки 4, 5, 7, 8, 10, 11)
- Эрик Юнггрен - программирование (трек 5)
- Мортен Квенильд - фортепиано (треки 6 и 12)
- Мадлен Оссум - скрипка (трек 8)
- Kjetil Bjerkestrand - оркестровые аранжировки (треки 1, 4, 5, 8, 10 и 11)
- Джо Мардин - оркестровые аранжировки (треки 2, 3, 6, 7, 9 и 12)
- Бринъяр Лиен Шулеруд - концертмейстер: Норвежский арктический филармонический оркестр
- Андерс Эльяс - дирижер Svømmehallen
- Ларс Эрик Гудим - дирижер Store Studio

## Чарты
| Чарт (2022)                           | Пиковая позиция |
| ------------------------------------- | --------------- |
| Austrian Albums (Ö3 Austria)          | 8               |
| Belgian Albums (Ultratop Flanders)    | 15              |
| Belgian Albums (Ultratop Wallonia)    | 8               |
| Dutch Albums (Album Top 100)          | 11              |
| French Albums (SNEP)                  | 38              |
| German Albums (Offizielle Top 100)    | 4               |
| Irish Albums (OCC)                    | 38              |
| Italian Albums (FIMI)                 | 72              |
| Japanese Albums (Oricon)              | 39              |
| Japanese Hot Albums (Billboard Japan) | 51              |
| Norwegian Albums (VG-lista)           | 3               |
| Polish Albums (ZPAV)                  | 14              |
| Portuguese Albums (AFP)               | 35              |
| Scottish Albums (OCC)                 | 8               |
| Spanish Albums (PROMUSICAE)           | 46              |
| Swiss Albums (Schweizer Hitparade)    | 5               |
| UK Albums (OCC)                       | 12              |